# تولين البكري
تولين البكري (25 أكتوبر 1976 -)، ممثلة سورية.

## حياتها
والدها من دمشق ووالدتها من حماة، كانت بدايتها الفنية من خلال الإعلانات، ثم انتقلت للعمل في الدراما التلفزيونية فقدمت أول دور لها في مسلسل “أيام شامية” الذي تم عرض عام 1992، ثم شاركت في مسلسل “موزاييك” والذي عرض في عام 1994، ثم توقفت مسيرتها الفنية لعدة سنوات بعد زواجها وعادت بعد انفصالها عن زوجها لتشارك في مسلسل “ليالي الصالحية” والذي عرض عام 2004، توالت أعمالها الفنية في الدراما السورية، وفي الآونة الأخيرة قدمت دور في المسلسل “حرملك” والذي عرض عام 2019، أما آخر أعمالها الفنية فكان مشاركتها في مسلسل “باب الحارة ج11 حارة الصالحية” والذي عرض في عام 2021.

## حياتها الخاصة
تزوجت للمرة الأولى من رجل أعمال سوري وسافرت لتعيش مع زوجها في الخليج فابتعدت عن الساحة الفنية لفترة، أنجبت منه أربع أبناء وهم: كريم (توفي بعمر شهرين)، جودي وطلال ولولوة، لكنها انفصلت عنه لاحقا وعادت إلى سوريا وشاركت في الأعمال الفنية مرة أخرى، تزوجت للمرة الثانية من رجل الأعمال مجد بدور وكان زواجاً سرياً استمر لعدة أشهر ثم انفصلت عنه.

## أعمالها
- البقعة السوداء
- أيام شامية
- طقوس الحب والكراهية
- فارس بني مروان
- عائد إلى حيفا
- ليالي الصالحية
- على طول الأيام
- الواهمون
- مشاريع صغيرة
- أسياد المال
- أهل الغرام
- وصمة عار
- زمن الخوف
- ممرات ضيقة
- سيرة الحب
- شركاء يتقاسمون الخراب
- الحصرم الشامي الجزء الثاني
- الصندوق الأسود
- البقعة السوداء
- تخت شرقي
- مطلوب رجال
- الأميمي
- بقعة ضوء الجزء التاسع
- بنات العيلة
- سوبر فاميلي
- صرخة روح
- سنعود بعد قليل
- الغربال
- دنيا 2
- لست جارية
- مقابلة مع السيد آدم

## روابط خارجية
- تولين البكري على موقع قاعدة بيانات الأفلام العربية